# 勒努瓦耶 (谢尔省)
勒努瓦耶（法語：Le Noyer）是法国谢尔省的一个市镇，属于布尔日区。该市镇总面积19.98平方公里，2009年时的人口为219人。

## 人口
勒努瓦耶人口变化图示